# 韦斯特利·高夫
韦斯特利·高夫（英語：Westley Gough，1988年5月4日—），新西兰男子自行车运动员。他曾代表新西兰参加2008年和2012年夏季奥林匹克运动会自行车比赛，获得二枚铜牌，均来自男子团体追逐赛项目。